# Willian Rodrigues
Willian Rodrigues de Freitas, hay Willian Rodrigues (sinh ngày 9 tháng 9 năm 1993) là một cầu thủ bóng đá người Brasil. Anh thi đấu cho SC Austria Lustenau.

## Sự nghiệp câu lạc bộ
Anh ra mắt tại Giải bóng đá hạng nhất quốc gia Áo cho SC Austria Lustenau vào ngày 21 tháng 7 năm 2017 trong trận đấu trước Floridsdorfer AC.